# Катс, Якоб
Якоб Катс (нидерл. Jacob Cats; 10 ноября 1577, Брауверсхавен — 12 сентября 1660, Гаага) — нидерландский поэт и дипломат.

## Биография
Якоб Катс родился 10 ноября 1577 года в Брауверсхавене. Получив профильное образование, стал сперва адвокатом, затем профессором в Лейдене, попечителем Лейденского университета. В 1627 году был послом в Англии; с 1636 года, в тяжёлые для Голландии времена, стал великим пенсионарием Голландии, выказав на этом посту не столько дарования, сколько полнейшее беспристрастие и честность.
Его труды: «Emblemata en Zinnebeelder» (Миддельб., 1618); «Zelfstryd» (Миддельб., 1620, 1621); «Huwelyk» — главное произведение его (1628); «Proteus of Zinne en Minnebeelder» (Роттердам, 1627); «Trowring» (Дордрехт, 1634); «Tachtigjarig Leven Huishouding of Zorgvliet» (Амстердам, 1656—1657). Его поэтическая автобиография, написанная им на 82 году жизни, вышла в свет в 1709 году.
Якоб Катс умер 12 сентября 1660 года в городе Гааге.